# Zein Pun
Cette page contient des caractères spéciaux ou non latins. S’ils s’affichent mal (▯, ?, etc.), consultez la page d’aide Unicode.
Zein Pun (birman ဇိတ်ပွန်, zeiʔ pʊ̀ɴ ; mai 1295– février 1331) est un courtisan du palais de Martaban qui s'empara du trône d'Hanthawaddy en 1331, après la mort du roi Saw Zein sur le champ de bataille de Prome. Il ne le garda que sept jours. La reine principale de Saw Zein, Sanda Min Hla, organisa un coup d'état contre lui et remit le trône à son propre cousin Saw E, fils du roi Saw O († 1324) et d'une princesse de Sukhothaï.